# خلیج سان خورخه
خلیج سان خورخه (به اسپانیایی: Golfo San Jorge) خلیجی در جنوب پاتاگونیا در آرژانتین است. این خلیج یک حوضه اقیانوس است که به اقیانوس اطلس باز می‌شود. خط ساحلی آن در استان چوبوت و سانتا کروز قرار دارد. ابعاد این خلیج تقریباً ۱۴۲ مایل (۲۲۹ کیلومتر) در دهانه آن است و تقریباً ۳۹ کیلومتر مربع (۱۵ مایل مربع) را پوشش می‌دهد. این شهر بین کیپ دوس باهیا و کیپ ترس پونتاس واقع شده‌است.
بیش از ۷۰ درصد حوضه خلیج به دلیل جغرافیای آن بین ۷۰ متر (۲۳۰ فوت) و ۱۰۰ متر (۳۲۸ فوت) عمق و از جنوب حدود ۵۰ متر (۱۶۴ فوت) ۶۰ متر (۱۹۷ فوت) عمق و در شمال ۹۰ متر (۲۹۵ فوت) دارد. بستر این خلیج ازدوکفه ای و کشتی چسب‌ها، همچنین از گل و لای، شن و ماسه از جنس کربنات تشکیل یافته‌است.
میانگین دمای آب بین ۵٫۰۹ درجه سلسیوس (۴۱ درجه فارنهایت) تا و ۱۳٫۴۱ درجه سلسیوس (۵۶ درجه فارنهایت)متغیر می باشد. شوری آب آن در حدود ۳۳۰۰۰ ppm است.

## مراکز جمعیتی
تقریباً ۹۰٪ از ساکنان استان چوبوت در ساحل خلیج زندگی می‌کنند. کومودورو ریواداویا و کالتا اولیویا دو شهر بزرگ در امتداد ساحل هستند. هرکدام دارای بندرهایی با شناورهای نفتی و امکانات ماهیگیری هستند.
شهرهای ماهیگیری کامارونز و استراحتگاه ساحلی رادا تیلی نیز در امتداد خلیج قرار دارند.

## تولید صنعتی

### فعالیت‌های ماهیگیری
کومودورو ریواداویا در بازار ملی و بین‌المللی به عنوان یک مرکز صید خرچنگ دریایی و خرچنگ عنکبوتی رتبه‌بندی شده‌است. بسیاری از بنادر ماهیگیری در امتداد خلیج مانند اسکله‌ها و تفرجگاه‌های ساحلی برای ماهیگیری، ورزشی و فعالیتهای مرتبط با آن کار می‌کنند.

### صنعت
صنعت متالورژی با کیفیت بسیار خوبی در امتداد خلیج وجود دارد که بیشتر آن مربوط به اکتشاف و استخراج نفت است. منبع غیرمتعارف نیروگاه بادی هم وجود دارد که تأمین کننده انرژی و در مراحل اولیه آزمایش خود است و پس از آن در شبکه اصلی ادغام می‌شود.

### معدن
صنعت نفت، مهمترین فعالیت در امتداد خلیج است. نفت در سال۱۹۰۳ در اینجا کشف شده و این منطقه همچنان دومین منبع مهم نفت در کشور است. شهر کومودورو ریواداویا مرکز این فعالیت‌ها در امتداد خلیج، از جمله پالایشگاه‌ها و سایر تأسیسات توسعه و تولید است.
شکل معمول تجهیزات پمپاژ، که معمولاً "Pumpjack" نامیده می‌شود، در بیشتر فلات پاتاگونیا دیده می‌شود. این تولیدات چاه‌ها درصد زیادی از مصرف ملی را تأمین می‌کنند که از دهه ۱۹۷۰ تاکنون حدود نیم میلیون بشکه در روز پیموده‌است.

### انرژی
تولید نفت و گاز در خلیج سان خورخه ۵ درصد اقتصاد منطقه را پوشش می‌دهد. این منطقه همچنین در حال کار بر روی منابع جایگزین انرژی مانند انرژی باد، انرژی مبتنی بر هیدروژن و یک فعالیت بسیار اولیه در توسعه سوخت‌های زیستی است.
تولید انرژی بادی ۱۶٪ از انرژی مورد نیاز کومودورو ریواداویا را نشان می‌دهد. انرژی از طریق ۱۸ توربین بادی واقع در تپه ۱۴ آرنالس، ۱۴ کیلومتر (۹ مایل) کومودورو ریواداویا به دست می‌آید. مزرعه بادی آنتونیو موران بزرگترین مزرعه در آرژانتین و دومین در آمریکای جنوبی است.
موضوعات مربوط به انرژی مبتنی بر هیدروژن درشهر پیکو ترونکادو، استان سانتا کروز، دریک مرکز تجربی مورد مطالعه تحقیقاتی قرار دارد.
یکی دیگر از زمینه‌های مورد تحقیق تولید سوخت زیستی از جلبک‌ها است که نتایج آن در بلند مدت انتظار می‌رود. مرکز انرژی بایگانی‌شده  در ۱۹ اوت ۲۰۱۰ توسط Wayback Machine پروژه‌های مربوط به انرژی‌های تجدیدپذیر و تجدید ناپذیر را توسعه می‌دهد.

## جهانگردی
ساحل خلیج سان خورخه آغاز راهروی اقیانوس به اقیانوس است، ۵۱۷ کیلومتر (۳۲۱ مایل) پهنه زمینی که شهر کومودورو ریواداویا دراستان چوبوت آرژانتین را با بندر چاکابوکو در شیلی متصل می‌کند. این ارتباط برای تجارت و گردشگری مهم است.
کومودورو ریواداویا شهر مهمی در منطقه است. این موزه دارای برخی موزه‌ها به عنوان موزه روغن است که در محله جنرال موسکونی واقع شده‌است و موزه آسترا که در محله آسترا واقع شده و حدود۲۰ کیلومتر با مرکز شهر فاصله دارد.
نهنگ مهاجر جنوبی را می‌توان از سواحل خلیج مشاهده کرد.

### رادا تیلی
رادا تیلی شهر کوچک نزدیک به شهر است. مهمترین منظره آن ساحل و فعالیتهای متنوعی است که می‌توانید در آنجا انجام دهید، به عنوان مثال شنا، ماهیگیری، موج سواری و غواصی یا صرفاً گذراندن اوقات فراغت در ساحل.
همچنین یک مکان ذخیره شیر دریایی کوچک وجود دارد، مکانی که در آن خانواده‌های شیرهای دریایی دیده می‌شوند.

### یادداشت
1. ↑  [«Ministerio de Planificación Federal: Cuenca Golfo San Jorge (به اسپانیایی)[[رده:مقاله‌های دارای منابع به زبان اسپانیایی (es)]]». بایگانی‌شده از اصلی در ۷ مارس ۲۰۱۷. دریافت‌شده در ۲۷ فوریه ۲۰۲۱. تداخل پیوند خارجی و ویکی‌پیوند (کمک) Ministerio de Planificación Federal: Cuenca Golfo San Jorge (به اسپانیایی)]
2. ↑  «نسخه آرشیو شده». بایگانی‌شده از اصلی در ۱۱ ژوئیه ۲۰۱۷. دریافت‌شده در ۲۷ فوریه ۲۰۲۱.

### کتابشناسی - فهرست کتب
- Publicación H 202. ص. 257 Servicio de Hidrografía Naval , Armada de la República آرژانتین.
- بایگانی‌شده  در ۲۹ مارس ۲۰۱۰ توسط Wayback Machine مجله زمین‌شناسی ایبری (۲۰۰۱). زمین‌شناسی حوضه خلیج سان خورخه، آرژانتین.
- Golfo San Jorge (به اسپانیایی)